# Fêmur

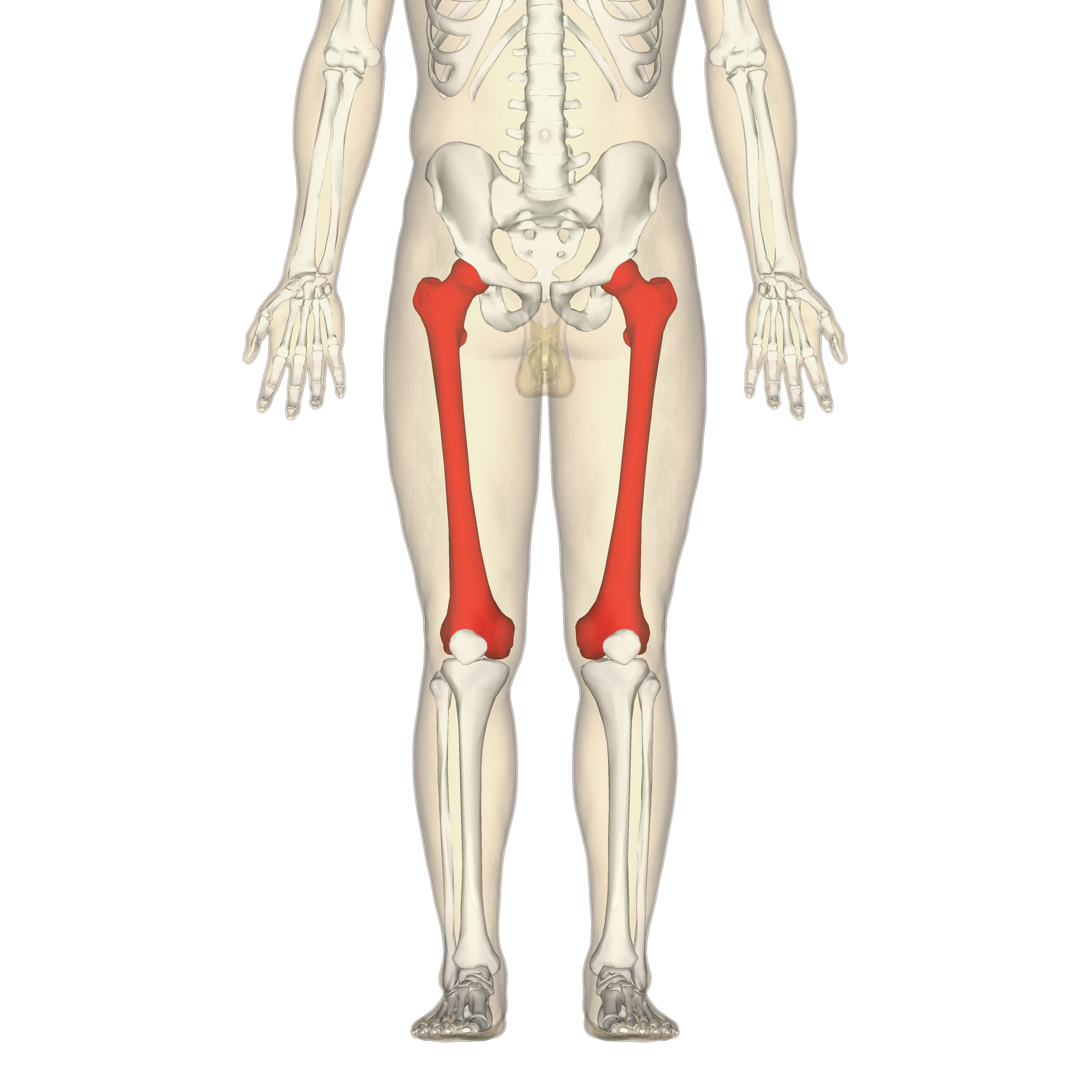
O fêmur humano.

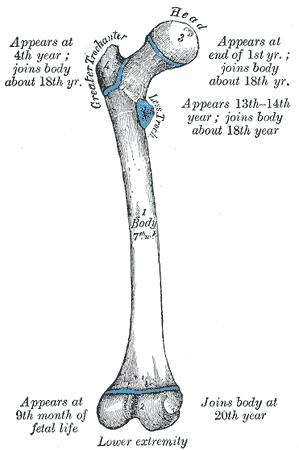
Fêmur.

O fêmur (português brasileiro) ou fémur (português europeu) é o osso mais longo e mais volumoso do corpo humano, e localiza-se na coxa.
Também é o osso mais resistente, suportando uma pressão de 1 230 Kg por centímetro quadrado sem se ferir. O fêmur consiste da diáfise, da epífise proximal que se prolonga, através de um pescoço, até uma cabeça (esférica) - que o articula com o osso do quadril ou osso coxal - e da epífise distal que se divide em dois côndilos, que se ligam à tíbia e à patela.
Uma pessoa de 1,80 m tem um fêmur de aproximadamente 50 cm. Geralmente, o fêmur direito é ligeiramente menor do que o esquerdo.
O fêmur divide-se basicamente em cabeça do fêmur, colo do fêmur, trocanter maior e trocanter menor, linha áspera e côndilos femorais.